# Parcul Național Vanoise

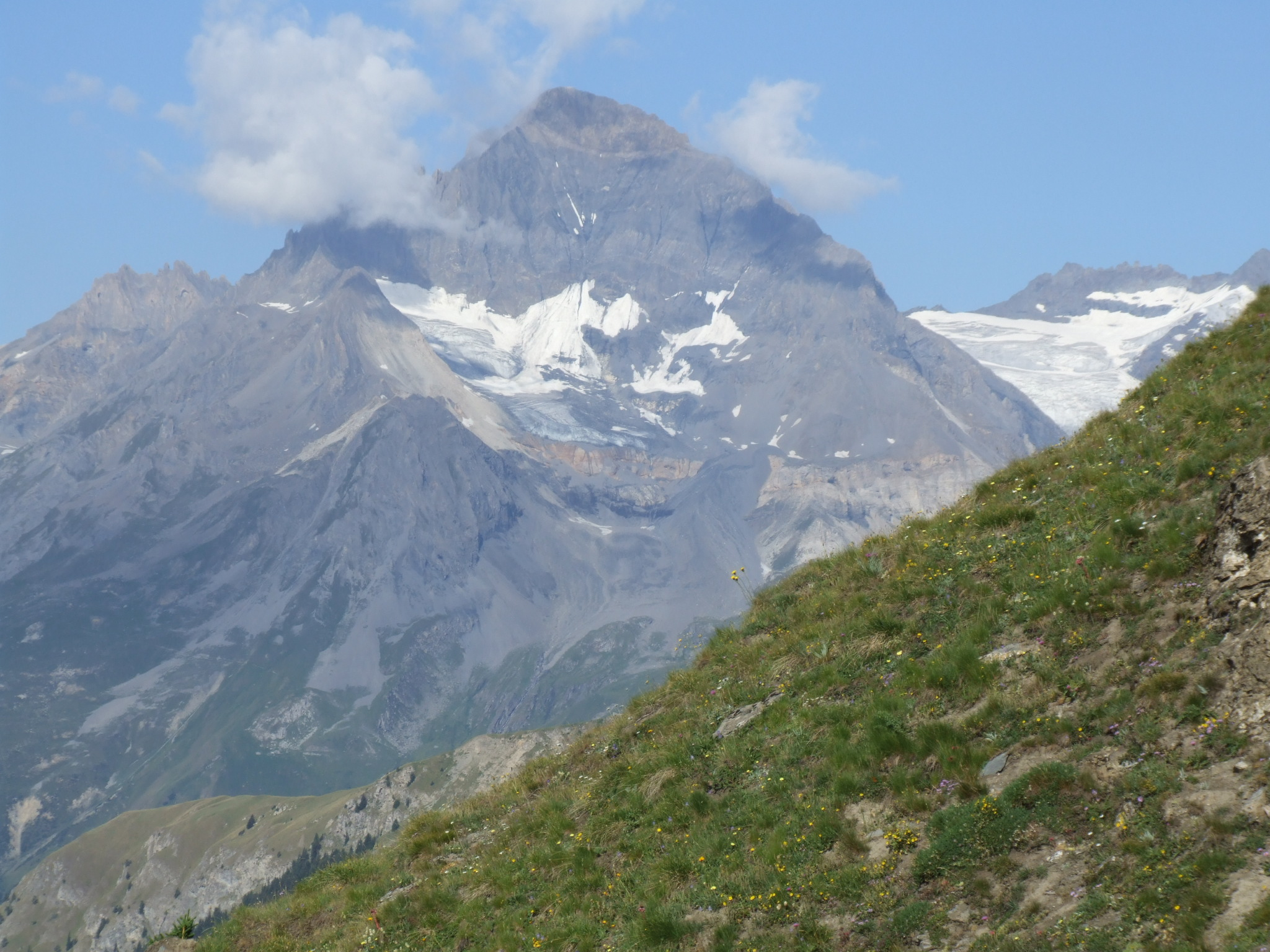
Parcul Național Vanoise

Parcul Național Vanoise (franceză Parc National de la Vanoise, prescurtat PNV) este un parc național situat în Alpii Graici (Alpes grées) din Franța. El a fost inițiat în anul 1963 pentru protejarea caprei negre din regiune, fiind primul parc național din Franța. În anul 1976 a primt diploma europenă pentru protecția naturii și animalelor.

## Geografie
PNV este denumirea abreviată a parcului, care se întinde în regiunea Maurienne din Alpii de vest și regiunea Tarentaise, provincia Savoie din regiunea Rhône-Alpes. Parcul are suprafața de  530 km2, din care ca. 50 km2 sunt acoperiți de ghețari, pe teritoriul lui se află peste 40 de vârfuri cu altitudinea de  de peste 3000 m deasupra n.m.. Parcul este subîmpărțit în două zone: zona cetntrală cu o supraveghere severă ( 1480 km²) și zona periferică pe teritoriul căruia se află 28 de comune și centrul turistic de administrare al parcului. Altitudinea parcului este între  685 m și 3855 m  (La Grande Casse). Latura de est a parcului pe o lungime de 14 km este mărginit de granița cu Parcul Național Gran-Paradiso din Italia.

## Vârfuri importante
- Pointe de la Grande Casse (3855 m)
- Mont Pourri (3779 m)
- Dent Parrachée (3697 m)
- Bellecôte (3417 m)
- Pointe de Labby (3521 m)
- Pointe du Génépy (3551 m)
- Dôme de Chasseforêt (3586 m)
- Dôme de l'Arpont (3599 m)

## Fauna
Fauna este reprezentată prin: capra de stâncă  (Capra ibex), capra neagră (Rupicapra rupicapra), muflonul (Ovis orientalis musimon), (Marmota marmota), (Gypaetus barbatus), (Aquila chrysaetos) și (Mustela erminea).

## Turism
Pe teritoriul parcului sunt ca. 500 km de căi de drumeție (cu Etape R122/123), GR 5 și GR 55), se pot practica sporturile de iarnă cu excepția lui Val-d'Isère, Tignes și Trois Vallées unde sunt regulamente severe de protecție a naturii. In parc există de asemenea o rețea de colibe pentru popas administrate de „Club Alpin Français”.
1. ↑  Nationally designated areas inventory, accesat în 26 iunie 2021